# Łuk i trzy strzały
Łuk i trzy strzały – polski herb szlachecki używany przez rodzinę pochodzenia tatarskiego.

## Opis herbu
W polu czerwonym łuk srebrny z takimiż trzema strzałami stykającymi się lotkami, z których jedna w skos, druga w skos lewy, trzecia na nich. Klejnot: Trzy pióra strusie.

## Herbowni
Assanowicz. Rodziny o tym samym nazwisku pieczętowały się też herbami Assanowicz, Łuk, Aksak i Amadej.